# Noordzeekustzone
Noordzeekustzone este o arie protejată (arie specială de conservare — SAC, sit de importanță comunitară — SCI, arie de protecție specială avifaunistică — SPA) din Țările de Jos întinsă pe o suprafață de 144.475 ha, integral pe uscat.

## Localizare
Centrul sitului Noordzeekustzone este situat la coordonatele 53°20′43″N 5°01′36″E / 53.3453°N 5.0268°E.

## Înființare
Situl Noordzeekustzone a fost declarat arie de protecție specială avifaunistică în martie 2000 pentru a proteja 1 specie de plante și 26 de specii de animale. Alte tipuri de protecție:
- sit de importanță comunitară (în august 2002)
- arie specială de conservare (în februarie 2009)[2][4][5]

## Biodiversitate
Situată în ecoregiunile atlantică și marină Atlantică, aria protejată conține 6 habitate naturale: Bancuri de nisip acoperite în permanență slab de apă marină, Terase mlăștinoase și terase nisipoase neacoperite de apă la reflux, Salicornia și alte specii anuale care populează regiunile mlăștinoase și nisipoase, Pășuni atlantice udate de apa mării (Glauco-Puccinellietalia maritimae), Dune mobile cu vegetație embrionară, Depresiuni intradunale umede.
La baza desemnării sitului se află mai multe specii protejate:
- plante (1): moșișoare (Liparis loeselii)
- păsări (20): pietruș (Arenaria interpres), Aythya marila, Calidris alba, fugaci de țărm (Calidris alpina), Calidris canutus, prundăraș de sărătură (Charadrius alexandrinus), prundaș gulerat mare (Charadrius hiaticula), cufundar polar (Gavia arctica), cufundar mic (Gavia stellata), scoicar (Haematopus ostralegus), pescăruș mic (Larus minutus), sitar de mal nordic (Limosa lapponica), rață neagră (Melanitta nigra), culic mare (Numenius arquata), cormoran mare (Phalacrocorax carbo), ploier argintiu (Pluvialis squatarola), ciocântors (Recurvirostra avosetta), eider (Somateria mollissima), chiră mică (Sterna albifrons), călifar alb (Tadorna tadorna)
- mamifere (3): Halichoerus grypus, focă obișnuită (Phoca vitulina), marsuin (Phocoena phocoena)
- pești (3): Alosa fallax, Lampetra fluviatilis, Petromyzon marinus